# HA74 Sävsjö
HA74 är en ishockeyklubb från Sävsjö i Småland. HA utläses Hockeyalliansen och den bildades genom att klubbarna HC Pinuten, IFK Stockaryd, Rörviks IF, och Vrigstads IF gick samman till en förening 1974. Föreningen har i många år spelat i de lägre divisionerna, men säsongen 2016/2017 kom man tvåa i kvalserien till Hockeyettan och kvalificerade sig därmed för spel i Hockeyettan 2017/2018. Laget kom dock sist både i höst- och vårserien och redan innan kvalserien var färdigspelad stod det klart att HA74 inte skulle nå någon av de tre första platserna, vilket varit nödvändigt för att ha en chans att få spela kvar i Hockeyettan. Säsongen 2018/2019 är man tillbaka i Hockeytvåan igen. 